# Hélène (Debussy)
Pour les articles homonymes, voir Hélène.
Hélène est une scène lyrique de Claude Debussy composée en 1881.

## Composition
Debussy commence la composition de sa scène lyrique au début de 1881, mais il n'achèvera jamais son œuvre. La pièce devait être pour soprano, chœur à quatre voix mixtes et orchestre. Le texte est tiré des Poèmes antiques de Leconte de Lisle. Le compositeur semble n'avoir mis en musique qu'un fragment de la troisième partie de la scène lyrique. L'œuvre a aussi inspiré Ernest Chausson qui y a travaillé entre 1884 et 1885 mais qui reste inachevée. Le manuscrit porte l'incipit « Franchis les mers icariennes ».